# Sorcellerie culinaire
Sorcellerie culinaire je francouzský němý film z roku 1904. Režisérem je Georges Méliès (1861–1938). Film trvá zhruba 4 minuty. Ve Spojených státech vyšel pod názvem The Cook in Trouble a ve Spojeném království jako Cookery Bewitched.

## Děj
Film zachycuje kuchaře, jak vyžene čaroděje převlečeného za vandráka z kuchyně. Černokněžník se mu za to pomstí tak, že na něj přivolá tři zlomyslné čerty.